# Bythinella dunkeri
Bythinella dunkeri es una especie de molusco gasterópodo de la familia Hydrobiidae en el orden de los Mesogastropoda.

## Distribución geográfica
Se encuentra en Bélgica y Alemania.